# آبجو در آلمان

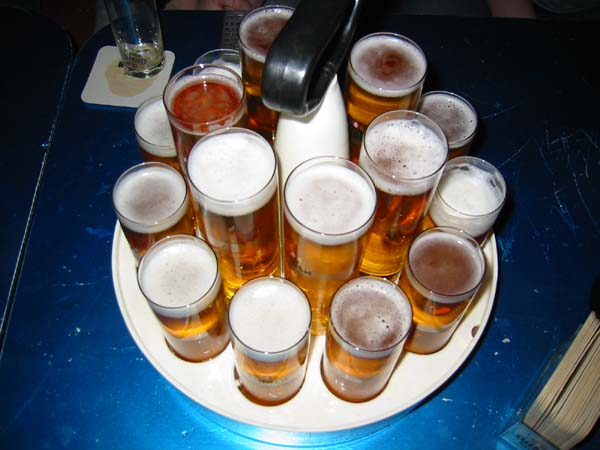
سرو سنتی آبجوی کلش که به نام Kranz (حلقه) شناخته می‌شود، معمولاً توسط یک خدمتکار ("Köbes") حمل می‌شود و حاوی لیوان‌های سنتی Stange و در مرکز آن، لیوان‌های بزرگ‌تر مدرن است.

آبجو در آلمان بخشی اساسی از فرهنگ آلمانی است. در تولید آن تنها استفاده از آب، رازک و مالت مجاز است، هرچند امروزه اکثر کارخانه‌های آبجوسازی از مخمر نیز استفاده می‌کنند. آبجوهایی که به‌طور انحصاری از مالت جو استفاده نمی‌کنند، مانند آبجوی گندم، باید به‌صورت تخمیر از بالا تولید شوند.
در سال ۲۰۲۰، آلمان سومین مصرف‌کنندهٔ آبجو بر پایهٔ سرانهٔ مصرف در اروپا بود.